# Strehaia
Strehaia è una città della Romania di 11901 abitanti, ubicata nel distretto di Mehedinți, nella regione storica dell'Oltenia. 
Fanno parte dell'area amministrativa anche le località di Voloiac,
Ciochiuța, Comanda, Hurducești, Lunca Banului, Menți, Motruleni, Slătinicu Mare, Slătinicu Mic, Stănești.
Citata per la prima volta in un documento del XV secolo, Strehaia è stata per diverso tempo una città prettamente rurale, anche se per un breve periodo fu la residenza dei signori della zona, che vi ripararono da Drobeta Turnu-Severin per sfuggire agli attacchi degli Ottomani; la loro permanenza fu comunque breve e la residenza fu presto riportata a Drobeta Turnu-Severin per essere poi definitivamente spostata a Craiova.
Lo sviluppo della città ritornò dopo questo evento ad essere prevalentemente agricolo e crebbe grazie anche all'istituzione di un'annuale fiera del bestiame, avvenuta nel 1653, che tuttora si tiene.
Di un certo interesse è il Monastero di Strehaia, la cui costruzione fu voluta dal Principe Matei Basarab nel 1645.
La zona circostante la città presenta anche un interesse naturalistico, in quanto ospita una delle più grandi colonie conosciute di Tartarughe di Hermann.